# Kreuzlingen (huyện)

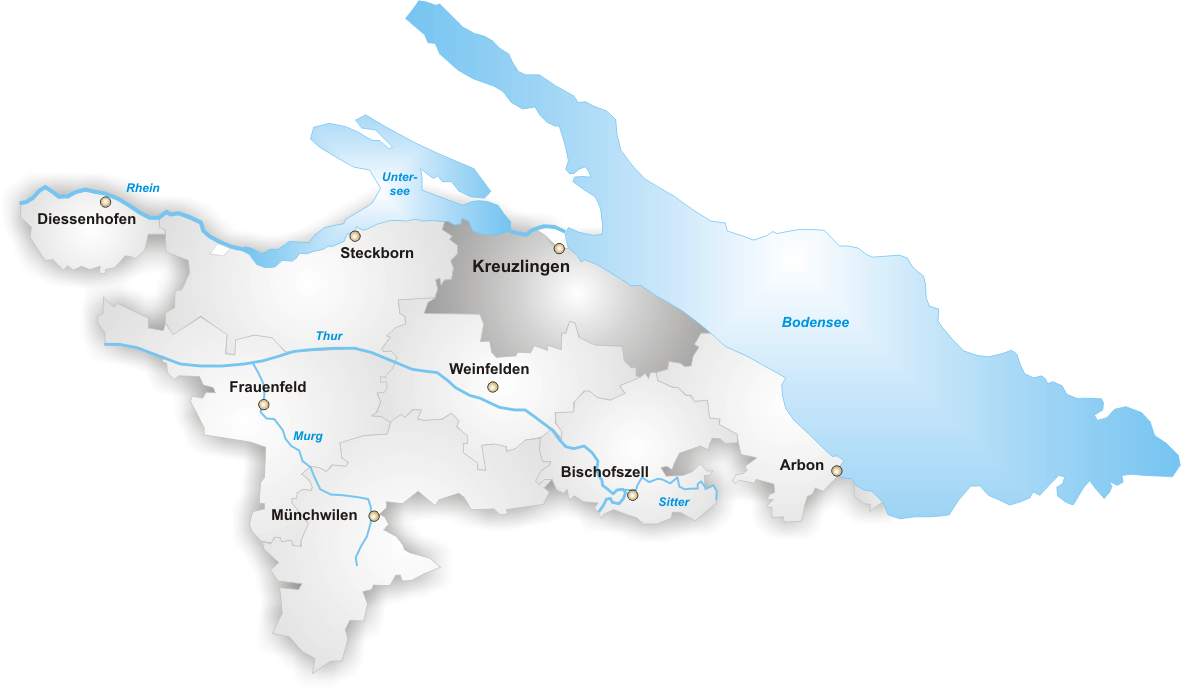
Huyện Kreuzlingen

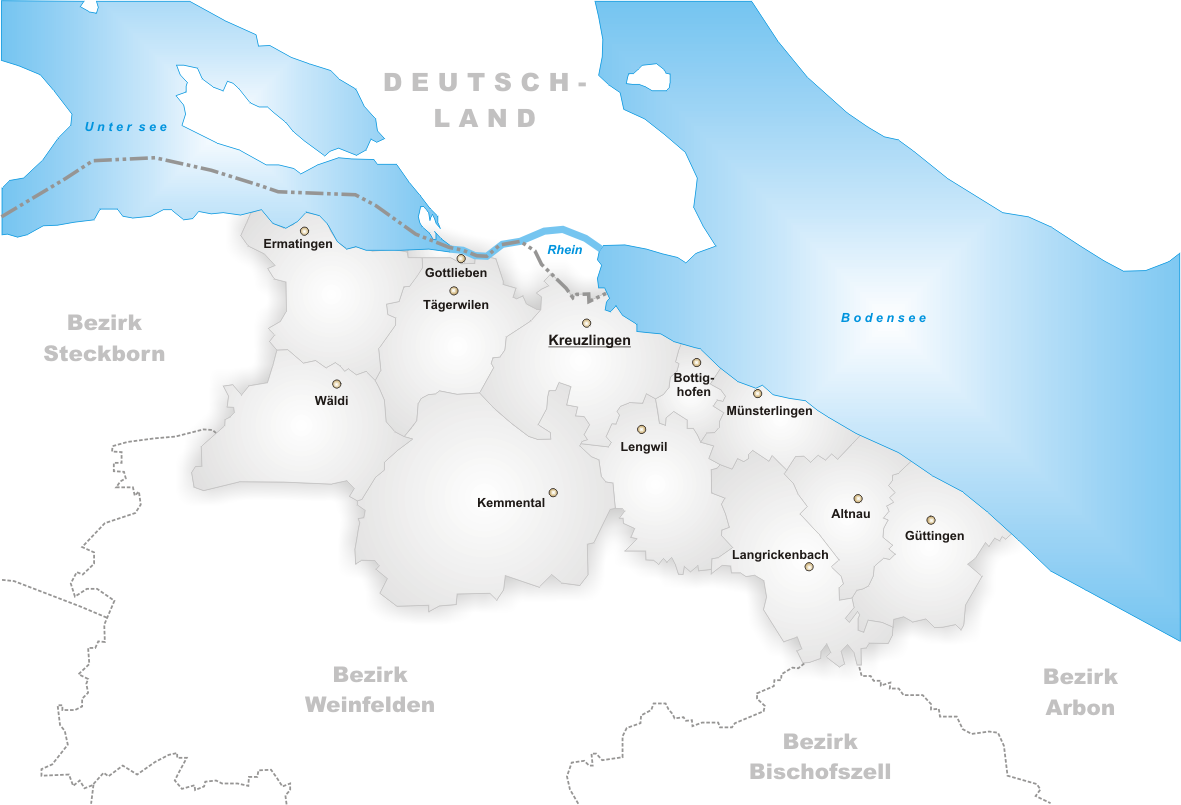
Các đô thị của Kreuzlingen

Kreuzlingen là một trong 8 huyện bang Thurgau ở Thụy Sĩ. Thủ phủ là thành phố Kreuzlingen.
Huyện này có các đô thị sau:
| Đô thị         | Dân số (31 tháng 12 năm 2007) | Diện tích, km² |
| Altnau         | 1869                          | 6,7            |
| Bottighofen    | 2007                          | 2,4            |
| Ermatingen     | 2705                          | 10,4           |
| Gottlieben     | 320                           | 0,4            |
| Güttingen      | 1389                          | 9,5            |
| Kemmental      | 2203                          | 28.4           |
| Kreuzlingen    | 18,133                        | 11,5           |
| Langrickenbach | 1099                          | 10,9           |
| Lengwil        | 1252                          | 8,9            |
| Münsterlingen  | 2543                          | 5,4            |
| Tägerwilen     | 3640                          | 11,6           |
| Wäldi          | 960                           | 12,3           |
| Total          | 38,120                        | 118.4          |

Bản mẫu:Districts of Thurgau